# Wrestle Kingdom 17
Wrestle Kingdom 17 foi um evento pay-per-view (PPV) de wrestling profissional de dois dias co-produzido pelas promoções New Japan Pro-Wrestling (NJPW) e Pro Wrestling Noah (Noah). O primeiro dia do evento ocorreu em 4 de janeiro de 2023, no Tokyo Dome em Tóquio, Japão e o segundo dia do evento ocorreu em 21 de janeiro de 2023, na Yokohama Arena em Yokohama, Japão. Essa foi 32ª edição do January 4 Tokyo Dome Show e a 17ª promovida sob o nome Wrestle Kingdom. O evento foi realizado em homenagem ao fundador da NJPW, Antonio Inoki, falecido em 1º de outubro de 2022.
No evento principal da 1ª noite, Kazuchika Okada derrotou Jay White para vencer o IWGP World Heavyweight Championship. Em outras lutas importantes, Kenny Omega derrotou Will Ospreay para vencer o IWGP United States Heavyweight Championship, Keiji Muto se juntou a Hiroshi Tanahashi e Shota Umino para derrotar Los Ingobernables de Japon (Tetsuya Naito, Sanada e Bushi) na luta final de Muto na NJPW, e Kairi derrotou Tam Nakano para reter o IWGP Women's Championship - após a luta, Mercedes Moné, anteriormente conhecida como Sasha Banks na WWE, fez sua estreia na NJPW. A primeira noite do evento também contou com participações notáveis de lutadores contratados pela All Elite Wrestling, WWE, a promoção irmã da NJPW, World Wonder Ring Stardom, e Noah. No evento principal da segunda noite, que foi co-promovido com a Noah, Tetsuya Naito derrotou Kenoh - após a luta, Naito foi anunciado como o último oponente de Keiji Muto no Keiji Muto Grand Final Pro-Wrestling "Last-Love". Em outras lutas de destaque, Shingo Takagi derrotou Katsuhiko Nakajima, Kazuchika Okada e Togi Makabe lutou contra Kaito Kiyomiya e Yoshiki Inamura terminando sem vencedor, e Hiroshi Tanahashi se juntou a Takashi Sugiura, Toru Yano e Satoshi Kojima para derrotar o Bullet Club (El Phantasmo, Kenta e Gedo) e Naomichi Marufuji.
A 1ª noite do evento estabeleceu um recorde de audiência de todos os tempos para o serviço de streaming NJPW World.

## Produção

### Conceito
O January 4 Tokyo Dome Show é o maior evento anual da NJPW e foi chamado de "o maior show de wrestling profissional do mundo fora dos Estados Unidos" e o "equivalente japonês ao Super Bowl". O show é promovido sob o nome Wrestle Kingdom desde 2007.
O Wrestle Kingdom 17 foi anunciado oficialmente em 18 de agosto de 2022, durante as finais do G1 Climax. Em 24 de novembro, a NJPW anunciou uma segunda noite para o evento, ocorrendo em 21 de janeiro na Yokohama Arena.
O evento de 4 de janeiro contou com lutadores da All Elite Wrestling (AEW), World Wonder Ring Stardom e WWE. O evento de 21 de janeiro teve o envolvimento da Pro Wrestling Noah.
O evento também foi uma homenagem o fundador da NJPW, Antonio Inoki, falecido em 1º de outubro de 2022.

### Rivalidades

#### 1ª Noite
O Wrestle Kingdom 17 apresentou lutas de wrestling profissional que envolveram diferentes lutadores de rivalidades e enredos preexistentes. Os lutadores retrataram vilões, heróis ou personagens menos distinguíveis em eventos roteirizados que criaram tensão e culminaram em uma luta ou uma série de lutas.
No Dominion 6.12 no Osaka-jo Hall, o líder do Bullet Club, Jay White, derrotou Kazuchika Okada para vencer o IWGP World Heavyweight Championship. Okada mais tarde venceria o G1 Climax pela quarta vez (e se tornando um vencedor consecutivo), ganhando outra chance pelo título e o evento principal do Wrestle Kingdom. White defendeu o título contra o ex-membro do Bullet Club Tama Tonga no Declaration of Power, estabelecendo a revanche dele e de Okada para o evento principal do Wrestle Kingdom.
Também no Declaration of Power, o presidente e CEO da New Japan Pro-Wrestling, Takami Ohbari, e o representante da TV Asahi, Hiroyoki Mihira, anunciaram a criação do NJPW World Television Championship. O primeiro campeão do título seria determinado em um torneio de eliminação única de dezesseis homens, que começou em 14 de outubro de 2022, na 1ª noite do Battle Autumn, e terminararia no Wrestle Kingdom. Zack Saber Jr. derrotou Alex Zayne, David Finlay e EVIL para chegar às finais, e Ren Narita derrotou Tomohiro Ishii, Toru Yano e Sanada por sua vaga na final.
Depois que Will Ospreay defendeu o IWGP United States Heavyweight Championship no Historic X-Over, sua comemoração foi interrompida por um vídeo de Kenny Omega da AEW. Omega culpou Ospreay por não ser um substituto adequado para ele na NJPW e, após receber uma ligação da administração, decidiu retornar à empresa após quatro anos e desafiou Ospreay pelo título no Wrestle Kingdom, que Ospreay aceitou.
Em 20 de novembro, no Historic X-Over, Kairi derrotou Mayu Iwatani nas finais de um torneio de eliminação única de sete mulheres para vencer o novo IWGP Women's Championship. Após a luta, Tam Nakano desafiou Kairi pelo título no Wrestle Kingdom.
Depois que Taiji Ishimori perdeu uma não válida pelo título para Master Wato no Declaration of Power, ele foi confrontado por Hiromu Takahashi e o campeão anterior El Desperado, que queriam uma chance pelo IWGP Junior Heavyweight Championship após acusar Ishimori de não ser um campeão lutador. Ishimori, que queria se estabelecer como o "grande" na divisão peso-pesado júnior, decidiu defender seu título contra os dois competidores e Wato no Wrestle Kingdom em uma luta four-way.
Em 22 de dezembro de 2022, a NJPW revelou um cinturão para representar o KOPW Championship, substituindo o troféu que havia sido destruído e vandalizado diversas vezes desde seu início. O cinturão será entregue ao primeiro campeão provisório de 2023, a ser determinado no New Japan Rumble, com os últimos quatro competidores competindo em uma luta four-way no New Year Dash!! na noite seguinte.

#### 2ª Noite
Na terceira noite do Wrestle Kingdom 16, Los Ingobernables de Japon derrotaram a Kongo no evento conjunto entre NJPW e Pro Wrestling Noah em 8 de janeiro de 2022 na Yokohama Arena. Na primeira noite do Wrestle Kingdom 17, a Kongo confrontou Los Ingobernables de Japon nos bastidores depois que Los Ingobernables de Japon perderam sua luta contra Keiji Muto, Hiroshi Tanahashi e Shota Umino. Foi anunciado que os membros dos Los Ingobernables de Japon e os membros da Kongo se enfrentariam em lutas individuais em uma série melhor de cinco na 2ª noite, com Bushi enfrentando Tadasuke, Takahashi enfrentando Hajime Ohara, Sanada enfrentando Manabu Soya, Shingo Takagi enfrentando Katsuhiko Nakajima e Tetsuya Naito enfrentarão Kenoh no evento principal.

## Evento
| Função:                  | Nome:                      |
| ------------------------ | -------------------------- |
| Comentaristas em inglês  | Kevin Kelly                |
| Comentaristas em inglês  | Chris Charlton             |
| Comentaristas em inglês  | Gino Gambino               |
| Comentaristas em inglês  | Rocky Romero               |
| Comentaristas em japonês | Shinpei Nogami             |
| Comentaristas em japonês | Milano Collection A.T.     |
| Comentaristas em japonês | Katsuhiko Kanazawa         |
| Comentaristas em japonês | Kazuyoshi Sakai            |
| Comentaristas em japonês | Togi Makabe (Convidado)    |
| Comentaristas em japonês | Masahiro Chono (Convidado) |
| Anunciadores de ringue   | Hidekazu Tanaka            |
| Anunciadores de ringue   | Kimihiko Ozaki             |
| Anunciadores de ringue   | Makoto Abe                 |
| Árbitros                 | Norio Honaga               |
| Árbitros                 | Kenta Sato                 |
| Árbitros                 | Yuya Sakamoto              |
| Árbitros                 | Marty Asami                |
| Árbitros                 | Red Shoes Unno             |
| Árbitros                 | Tiger Hattori              |

### 1ª Noite

#### Pré-show
Três lutas aconteceram no pré-show da 1ª Noite. Na primeira, Ryohei Oiwa enfrentou Oleg Boltin em uma partida de exibição de três minutos. Boltin executou um slam para um nearfall, após o qual o tempo expirou.
A segunda luta do pré-show foi o New Japan Rambo para determinar o desafiante número um pelo Provisional KOPW 2023 Championship no New Year Dash !!. No final, Sho (que entrou em #1), Toru Yano (#16), Shingo Takagi (#19) e Great-O-Khan (#5) foram os vencedores.
No evento principal do pré-show da 1ª Noite, Yuji Nagata, Satoshi Kojima e Togi Makabe se uniram para enfrentar Tatsumi Fujinami, Minoru Suzuki e Tiger Mask na luta Antonio Inokie Memorial. Nos estágios finais, Makabe bloqueou um reverse hurricana de Tiger. Makabe então imobilizou Tiger para a vitória.

#### Lutas preliminares
A disputa de abertura viu Catch 2/2 defender o IWGP Junior Heavyweight Tag Team Championship contra LiYoh. No final, LiYoh acertou o 3K em TJP, mas Francesco Akira quebrou o pin. Enquanto Yoh buscava o Direct Drive, TJP o rebateu em um inside cradle para a vitória.
Em seguida, Kairi defendeu o IWGP Women's Championship contra Tam Nakano. Nos estágios finais, Kairi acertou dois spinning backfists e o Insane Elbow para obter a vitória. Após a luta, Mercedes Moné fez sua tão esperada estreia, anunciando-se como CEO da divisão feminina, e desafiou Kairi para uma luta no Battle in the Valley, que Kairi aceitou.
A próxima luta viu a FTR enfrentaram a Bishamon pelo IWGP World Tag Team Championship. No final, Yoshi-Hashi bloqueou o Big Rig, e acertou um superkick em Cash Wheeler. Bishamon então acertou um Shoto em Dax Harwood para se tornarem os novos campeões.
A quarta luta foi a final do torneio pelo NJPW World Television Championship, disputado entre Zack Saber Jr. e Ren Narita. Saber Jr. venceu após rebater o Narita Special #3 e aplicar o Cross Arm-Breaker. Após a luta, Saber Jr. ingressou no TMDK.
Em seguida, Karl Anderson da WWE defendeu o NEVER Openweight Championship contra Tama Tonga (com Jado). No final, Tonga acertou um enzeguiri, um DDT e um Gun Stun para se tornar o novo campeão.
A próxima luta contou com Keiji Muto se unindo a Hiroshi Tanahashi e Shota Umino se unindo na luta final de Muto na NJPW contra Los Ingobernables de Japon. Tanahashi aplicou sling blades em Bushi e Sanada. Muto e Umino então aplicaram shining wizards simultâneos em Bushi para obter a vitória.
Na décima luta, Hiromu Takahashi, Taiji Ishimori, El Desperado e Master Wato se enfrentaram pelo IWGP Junior Heavyweight Championship. No final, Wato aplicou um Recientemente, mas Takahashi quebrou a imobilização. Takahashi então aplicou um Time Bomb em Wato para se tornar o novo campeão.
Na penúltima luta, Kenny Omega e Will Ospreay se enfrentaram com o IWGP United States Championship em jogo. Osprey acertou o Oscutter, mas Omega rolou para fora do ringue. Ospreay então tentou um Styles Clash. Omega escapou do Stormbreaker e atingiu o V-Trigger. Enquanto Ospreay buscava um Spanish Fly, Omega o rebateu em um DDT em um turnbuckle exposto, fazendo com que Ospreay sofresse um corte na cabeça. Omega executou um straight jacket German suplex, o V-Trigger e o One Winged Angel para conquistar a vitória e o título.

#### Evento principal
No evento principal, Jay White (com Gedo) defendeu o IWGP World Heavyweight Championship contra Kazuchika Okada. White acertou Okada com um Saito suplex. Okada acertou um DDT na rampa. Okada rebateu o Blade Runner em um german suplex. Enquanto Okada procurava o Rainmaker, White contra-atacou no Blade Runner. White então acertou um lariat e o Jay Maker. Okada começou a ganhar força, acertando três uppercuts e um enzeguiri. Okada acertou um Blade Runner, o The Cobra Flowsion e o The Rainmaker para a vitória. Após a luta, Shingo Takagi desafiou Okada para uma luta pelo título no The New Beginning in Osaka.

### 2ª Noite

#### Pré-show
Foram duas lutas disputadas no pré-show. Na abertura, Kosei Fujita e Ryohei Oiwa se uniram para enfrentar Daishi Ozawa e Yasutaka Yano. No final, Oiwa e Fujita jogaram Yano por cima das cordas, permitindo que Fujita fechasse uma submissão do Boston Crab, forçando Ozawa a bater. (NJPW 1 vs. Noah 0)
O evento principal do pré-show viu Masa Kitamiya e Daiki Inaba enfrentarem Tomohiro Ishii e Oskar Leube. Nos estágios finais, Kitamiya dominou Leube e travou no Prison Lock para a vitória por submissão. (NJPW 1 vs. NOAH 1)

#### Lutas preliminares
O show abriu com uma saudação de dez sinos para Jay Briscoe, que foi campeão de duplas na NJPW e NOAH.
A competição de abertura foi Hiroshi Tanahashi, Toru Yano, Satoshi Kojima e Takashi Suguira enfrentando Naomichi Marufuji, Kenta, El Phantasmo e Gedo. No final, enquanto Kenta e Gedo tentavam um Two Sweet Marufuji, Yano se esgueirou e desferiu um golpe baixo em Gedo e o imobilizou para a vitória.
Em seguida, El Desperado enfrentou Yo-Hey. No final, enquanto Desperado buscava um Pinche Loco, Yo-Hey rebateu em um pin. Desperado então travou o Numero Dias para a vitória por submissão. (NJPW 2 vs. NOAH 1)
Em seguida, Alejandro, Junta Miyawaki e Amakusa enfrentaram Master Wato, Ryusuke Taguchi e Tiger Mask. No final, Amakusa aplicou um suplex e acertou o Freebird Splash para a vitória. (NJPW 2 vs. NOAH 2)
Em seguida, Kazuchika Okada e Togi Makabe enfrentaram Kaito Kiyomiya e Yoshiki Inamura. A luta terminou em no-contest depois que as duas equipes brigaram por muito tempo do lado de fora.
A próxima luta contou com Tadasuke enfrentando Bushi. Bushi usou a névoa em Tadasuke, mas ele respondeu com um crucifix pin para a vitória (NJPW 2 vs. NOAH 3 ; LIJ 0 vs. Kongo 1)
A oitava luta viu Hiromu Takahashi enfrentar Hajime Ohara. No final, Takahashi venceu após acertar o Victory Royal e o Time Bomb para a vitória. (NJPW 3 vs. NOAH 3 ; LIJ 1 vs. Kongo 1)
Em seguida, Manabu Soya e Sanada se enfrentaram. Soya venceu após uma Death Valley Bomb  e um Bomber. (NJPW 3 vs. NOAH 4 ; LIJ 1 vs. Kongo 2)
Na penúltima luta, Shingo Takagi e Katsuhiko Nakajima se enfrentam. Nos estágios finais, Takagi acertou o Made in Japan, um pumping bomber e o Last of the Dragon para a vitória. (NJPW 4 vs. NOAH 4 ; LIJ 2 vs. Kongo 2)

#### Evento principal
O evento principal contou com Tetsuya Naito e Kenoh se enfrentando na luta final das séries NJPW x NOAH e Los Ingobernables de Japon x Kongo. Nos estágios iniciais, Kenoh jogou Naito na barricada. Kenoh tentou jogar Naito no canto, mas Naito rebateu em um swinging neckbreaker. Kenoh então aplicou um diving double-foot stomp. Como Kenoh estava buscando por um Ring of Fire , Naito rebateu em um Spinebuster. Enquanto Kenoh buscava um suplex, Naito o reverteu e aplicou um Destino para garantir a vitória novamente. Após a luta, Naito tentou ajudar Kenoh, mas Kenoh recusou. Enquanto Naito fazia uma promo, Keiji Muto apareceu e desafiou Naito a ser seu último oponente de sua carreira no Keiji Muto Grand Final Pro-Wrestling "Last-Love", que Naito aceitou de bom grado. (NJPW 5 vs. NOAH 4 ; LIJ 3 vs. Kongo 2).

## Resultados

### 1º Noite (4 de janeiro)
| Nº                                          | Resultados | Estipulações                                                                                               | Tempo |
| ------------------------------------------- | --- | --- | ----- |
| Pré- show                                   | Ryohei Oiwa vs. Oleg Boltin terminou empatado por limite de tempo                                                                                      | Luta de exibição                                                                                           | 3:00  |
| Pré- show                                   | Great-O-Khan, Shingo Takagi, Sho e Toru Yano avançaram para a luta four-way                                                                            | New Japan Ranbo para determinar quem iria lutar pelo Provisional KOPW 2023 Championship no New Year Dash!! | 30:37 |
| Pré- show                                   | Yuji Nagata, Satoshi Kojima e Togi Makabe derrotaram Tatsumi Fujinami, Minoru Suzuki e Tiger Mask                                                      | Luta de trios Antonio Inoki Memorial                                                                       | 9:10  |
| 1                                           | Catch 2/2 (TJP e Francesco Akira) (c) (com Gideon Grey) derrotaram LiYoh (Lio Rush e Yoh)                                                              | Luta de duplas pelo IWGP Junior Heavyweight Tag Team Championship                                          | 10:29 |
| 2                                           | Kairi (c) derrotou Tam Nakano | Luta individual pelo IWGP Women's Championship                                                             | 5:56  |
| 3                                           | Bishamon (Hirooki Goto e Yoshi-Hashi) derrotaram FTR (Dax Harwood e Cash Wheeler) (c)                                                                  | Luta de duplas pelo IWGP Tag Team Championship                                                             | 10:10 |
| 4                                           | Zack Sabre Jr. derrotou Ren Narita por submissão | Luta individual pelo NJPW World Television Championship inaugural                                          | 10:32 |
| 5                                           | Tama Tonga (com Jado) derrotou Karl Anderson (c) | Luta individual pelo NEVER Openweight Championship                                                         | 9:35  |
| 6                                           | Keiji Muto, Hiroshi Tanahashi e Shota Umino derrotaram Los Ingobernables de Japon (Tetsuya Naito, Sanada e Bushi)                                      | Luta de trios Essa foi a última luta de Muto na NJPW.                                                      | 9:20  |
| 7                                           | Hiromu Takahashi derrotou Taiji Ishimori (c), El Desperado, e Master Wato                                                                              | Luta four-way pelo IWGP Junior Heavyweight Championship                                                    | 16:43 |
| 8                                           | Kenny Omega (com Don Callis) derrotou Will Ospreay (c) (com United Empire (Aaron Henare, Catch 2/2 (TJP & Francesco Akira), Great-O-Khan e Jeff Cobb)) | Luta individual pelo IWGP United States Heavyweight Championship                                           | 34:38 |
| 9                                           | Kazuchika Okada derrotou Jay White (c) (com Gedo) | Luta individual pelo IWGP World Heavyweight Championship                                                   | 33:03 |
| (c) – Refere-se aos campeões antes da luta. | | |       |

### 2ª Noite (21 de janeiro)
| Nº                                          | Resultados | Estipulações      | Tempo |
| ------------------------------------------- | --- | ----------------- | ----- |
| Pré- show                                   | Kosei Fujita e Ryohei Oiwa derrotaram Taishi Ozawa e Yasutaka Yano por submissão                                                       | Luta de duplas    | 12:12 |
| Pré- show                                   | Masa Kitamiya e Daiki Inaba derrotaram Tomohiro Ishii e Oskar Leube por submissão                                                      | Luta de duplas    | 10:28 |
| 1                                           | Hiroshi Tanahashi, Takashi Sugiura, Toru Yano e Satoshi Kojima derrotaram Bullet Club (El Phantasmo, Kenta e Gedo) e Naomichi Marufuji | Luta de quartetos | 12:20 |
| 2                                           | El Desperado derrotou Yo-Hey por submissão                                                                                             | Luta individual   | 10:57 |
| 3                                           | Alejandro, Junta Miyawaki e Amakusa derrotaram Master Wato, Ryusuke Taguchi e Tiger Mask                                               | Luta de trios     | 9:37  |
| 4                                           | Kazuchika Okada e Togi Makabe vs. Kaito Kiyomiya e Yoshiki Inamura terminou sem vencedor                                               | Luta de duplas    | 6:35  |
| 5                                           | Tadasuke derrotou Bushi | Luta individual   | 11:09 |
| 6                                           | Hiromu Takahashi derrotou Hajime Ohara                                                                                                 | Luta individual   | 13:05 |
| 7                                           | Manabu Soya derrotou Sanada | Luta individual   | 13:57 |
| 8                                           | Shingo Takagi derrotou Katsuhiko Nakajima                                                                                              | Luta individual   | 18:28 |
| 9                                           | Tetsuya Naito derrotou Kenoh | Luta individual   | 26:57 |
| (c) – Refere-se aos campeões antes da luta. | |                   |       |

### NJPW World Television Championship Inaugural Tournament
|  | Primeira rodada Battle Autumn (Noites 1-3, 9) (14, 15, 16 & 26 de outubro de 2022) | Primeira rodada Battle Autumn (Noites 1-3, 9) (14, 15, 16 & 26 de outubro de 2022) | Primeira rodada Battle Autumn (Noites 1-3, 9) (14, 15, 16 & 26 de outubro de 2022) |                |                | Segunda rodada Battle Autumn (Noites 10, 12) (27 & 30 de outubro de 2022) | Segunda rodada Battle Autumn (Noites 10, 12) (27 & 30 de outubro de 2022) | Segunda rodada Battle Autumn (Noites 10, 12) (27 & 30 de outubro de 2022) |  |  | Semifinais Battle Autumn (Noite 16) (5 de novembro de 2022) | Semifinais Battle Autumn (Noite 16) (5 de novembro de 2022) | Semifinais Battle Autumn (Noite 16) (5 de novembro de 2022) |  |  | Final Wrestle Kingdom 17 (1º noite) (4 de janeiro de 2023) | Final Wrestle Kingdom 17 (1º noite) (4 de janeiro de 2023) | Final Wrestle Kingdom 17 (1º noite) (4 de janeiro de 2023) |  |
|  |                                                                                    |                                                                                    |                                                                                    |                |                |                                                                           |                                                                           |                                                                           |  |  |                                                             |                                                             |                                                             |  |  |                                                            |                                                            |                                                            |  |
|  | 1                                                                                  | David Finlay                                                                       | Pin                                                                                |                |                |                                                                           |                                                                           |                                                                           |  |  |                                                             |                                                             |                                                             |  |  |                                                            |                                                            |                                                            |  |
|  | 1                                                                                  | David Finlay                                                                       | Pin                                                                                |                |                |                                                                           |                                                                           |                                                                           |  |  |                                                             |                                                             |                                                             |  |  |                                                            |                                                            |                                                            |  |
|  | 16                                                                                 | Yoshinobu Kanemaru                                                                 | 11:52                                                                              |                |                |                                                                           |                                                                           |                                                                           |  |  |                                                             |                                                             |                                                             |  |  |                                                            |                                                            |                                                            |  |
|  | 16                                                                                 | Yoshinobu Kanemaru                                                                 | 11:52                                                                              |                | David Finlay   | David Finlay                                                              | 13:03                                                                     |                                                                           |  |  |                                                             |                                                             |                                                             |  |  |                                                            |                                                            |                                                            |  |
|  |                                                                                    |                                                                                    |                                                                                    |                | David Finlay   | David Finlay                                                              | 13:03                                                                     |                                                                           |  |  |                                                             |                                                             |                                                             |  |  |                                                            |                                                            |                                                            |  |
|  |                                                                                    |                                                                                    | Zack Sabre Jr.                                                                     | Zack Sabre Jr. | Pin            |                                                                           |                                                                           |                                                                           |  |  |                                                             |                                                             |                                                             |  |  |                                                            |                                                            |                                                            |  |
|  | 8                                                                                  | Alex Zayne                                                                         | Zack Sabre Jr.                                                                     | Zack Sabre Jr. | Pin            | 14:55                                                                     |                                                                           |                                                                           |  |  |                                                             |                                                             |                                                             |  |  |                                                            |                                                            |                                                            |  |
|  | 8                                                                                  | Alex Zayne                                                                         |                                                                                    |                |                |                                                                           |                                                                           |                                                                           |  |  |                                                             |                                                             |                                                             |  |  |                                                            |                                                            |                                                            |  |
|  | 9                                                                                  | Zack Sabre Jr.                                                                     | Sub                                                                                |                |                |                                                                           |                                                                           |                                                                           |  |  |                                                             |                                                             |                                                             |  |  |                                                            |                                                            |                                                            |  |
|  | 9                                                                                  | Zack Sabre Jr.                                                                     | Sub                                                                                |                | Zack Sabre Jr. | Zack Sabre Jr.                                                            | Pin                                                                       |                                                                           |  |  |                                                             |                                                             |                                                             |  |  |                                                            |                                                            |                                                            |  |
|  |                                                                                    |                                                                                    |                                                                                    |                |                |                                                                           |                                                                           |                                                                           |  |  |                                                             |                                                             |                                                             |  |  |                                                            |                                                            |                                                            |  |
|  |                                                                                    |                                                                                    | Evil                                                                               | Evil           | 4:48           |                                                                           |                                                                           |                                                                           |  |  |                                                             |                                                             |                                                             |  |  |                                                            |                                                            |                                                            |  |
|  | 5                                                                                  | Yoshi-Hashi                                                                        | Evil                                                                               | Evil           | 4:48           | Pin                                                                       |                                                                           |                                                                           |  |  |                                                             |                                                             |                                                             |  |  |                                                            |                                                            |                                                            |  |
|  | 5                                                                                  | Yoshi-Hashi                                                                        |                                                                                    |                |                |                                                                           |                                                                           |                                                                           |  |  |                                                             |                                                             |                                                             |  |  |                                                            |                                                            |                                                            |  |
|  | 12                                                                                 | Jeff Cobb                                                                          | 12:14                                                                              |                |                |                                                                           |                                                                           |                                                                           |  |  |                                                             |                                                             |                                                             |  |  |                                                            |                                                            |                                                            |  |
|  | 12                                                                                 | Jeff Cobb                                                                          | 12:14                                                                              |                | Yoshi-Hashi    | Yoshi-Hashi                                                               | 9:48                                                                      |                                                                           |  |  |                                                             |                                                             |                                                             |  |  |                                                            |                                                            |                                                            |  |
|  |                                                                                    |                                                                                    |                                                                                    |                | Yoshi-Hashi    | Yoshi-Hashi                                                               | 9:48                                                                      |                                                                           |  |  |                                                             |                                                             |                                                             |  |  |                                                            |                                                            |                                                            |  |
|  |                                                                                    |                                                                                    | Evil                                                                               | Evil           | Pin            |                                                                           |                                                                           |                                                                           |  |  |                                                             |                                                             |                                                             |  |  |                                                            |                                                            |                                                            |  |
|  | 4                                                                                  | Aaron Henare                                                                       | Evil                                                                               | Evil           | Pin            | 10:55                                                                     |                                                                           |                                                                           |  |  |                                                             |                                                             |                                                             |  |  |                                                            |                                                            |                                                            |  |
|  | 4                                                                                  | Aaron Henare                                                                       |                                                                                    |                |                |                                                                           |                                                                           |                                                                           |  |  |                                                             |                                                             |                                                             |  |  |                                                            |                                                            |                                                            |  |
|  | 13                                                                                 | Evil                                                                               | Pin                                                                                |                |                |                                                                           |                                                                           |                                                                           |  |  |                                                             |                                                             |                                                             |  |  |                                                            |                                                            |                                                            |  |
|  | 13                                                                                 | Evil                                                                               | Pin                                                                                |                | Zack Sabre Jr. | Zack Sabre Jr.                                                            | Sub                                                                       |                                                                           |  |  |                                                             |                                                             |                                                             |  |  |                                                            |                                                            |                                                            |  |
|  |                                                                                    |                                                                                    |                                                                                    |                |                |                                                                           |                                                                           |                                                                           |  |  |                                                             |                                                             |                                                             |  |  |                                                            |                                                            |                                                            |  |
|  |                                                                                    |                                                                                    | Ren Narita                                                                         | Ren Narita     | 10:32          |                                                                           |                                                                           |                                                                           |  |  |                                                             |                                                             |                                                             |  |  |                                                            |                                                            |                                                            |  |
|  | 6                                                                                  | Sanada                                                                             | Ren Narita                                                                         | Ren Narita     | 10:32          | Pin                                                                       |                                                                           |                                                                           |  |  |                                                             |                                                             |                                                             |  |  |                                                            |                                                            |                                                            |  |
|  | 6                                                                                  | Sanada                                                                             |                                                                                    |                |                |                                                                           |                                                                           |                                                                           |  |  |                                                             |                                                             |                                                             |  |  |                                                            |                                                            |                                                            |  |
|  | 11                                                                                 | Taichi                                                                             | 14:57                                                                              |                |                |                                                                           |                                                                           |                                                                           |  |  |                                                             |                                                             |                                                             |  |  |                                                            |                                                            |                                                            |  |
|  | 11                                                                                 | Taichi                                                                             | 14:57                                                                              |                | Sanada         | Sanada                                                                    | Pin                                                                       |                                                                           |  |  |                                                             |                                                             |                                                             |  |  |                                                            |                                                            |                                                            |  |
|  |                                                                                    |                                                                                    |                                                                                    |                | Sanada         | Sanada                                                                    | Pin                                                                       |                                                                           |  |  |                                                             |                                                             |                                                             |  |  |                                                            |                                                            |                                                            |  |
|  |                                                                                    |                                                                                    | Kenta                                                                              | Kenta          | 13:05          |                                                                           |                                                                           |                                                                           |  |  |                                                             |                                                             |                                                             |  |  |                                                            |                                                            |                                                            |  |
|  | 3                                                                                  | Hirooki Goto                                                                       | Kenta                                                                              | Kenta          | 13:05          | 9:32                                                                      |                                                                           |                                                                           |  |  |                                                             |                                                             |                                                             |  |  |                                                            |                                                            |                                                            |  |
|  | 3                                                                                  | Hirooki Goto                                                                       |                                                                                    |                |                |                                                                           |                                                                           |                                                                           |  |  |                                                             |                                                             |                                                             |  |  |                                                            |                                                            |                                                            |  |
|  | 14                                                                                 | Kenta                                                                              | Pin                                                                                |                |                |                                                                           |                                                                           |                                                                           |  |  |                                                             |                                                             |                                                             |  |  |                                                            |                                                            |                                                            |  |
|  | 14                                                                                 | Kenta                                                                              | Pin                                                                                |                | Sanada         | Sanada                                                                    | 14:31                                                                     |                                                                           |  |  |                                                             |                                                             |                                                             |  |  |                                                            |                                                            |                                                            |  |
|  |                                                                                    |                                                                                    |                                                                                    |                |                |                                                                           |                                                                           |                                                                           |  |  |                                                             |                                                             |                                                             |  |  |                                                            |                                                            |                                                            |  |
|  |                                                                                    |                                                                                    | Ren Narita                                                                         | Ren Narita     | Pin            |                                                                           |                                                                           |                                                                           |  |  |                                                             |                                                             |                                                             |  |  |                                                            |                                                            |                                                            |  |
|  | 7                                                                                  | Ren Narita                                                                         | Ren Narita                                                                         | Ren Narita     | Pin            | Pin                                                                       |                                                                           |                                                                           |  |  |                                                             |                                                             |                                                             |  |  |                                                            |                                                            |                                                            |  |
|  | 7                                                                                  | Ren Narita                                                                         |                                                                                    |                |                |                                                                           |                                                                           |                                                                           |  |  |                                                             |                                                             |                                                             |  |  |                                                            |                                                            |                                                            |  |
|  | 10                                                                                 | Tomohiro Ishii                                                                     | 14:33                                                                              |                |                |                                                                           |                                                                           |                                                                           |  |  |                                                             |                                                             |                                                             |  |  |                                                            |                                                            |                                                            |  |
|  | 10                                                                                 | Tomohiro Ishii                                                                     | 14:33                                                                              |                | Ren Narita     | Ren Narita                                                                | Pin                                                                       |                                                                           |  |  |                                                             |                                                             |                                                             |  |  |                                                            |                                                            |                                                            |  |
|  |                                                                                    |                                                                                    |                                                                                    |                | Ren Narita     | Ren Narita                                                                | Pin                                                                       |                                                                           |  |  |                                                             |                                                             |                                                             |  |  |                                                            |                                                            |                                                            |  |
|  |                                                                                    |                                                                                    | Toru Yano                                                                          | Toru Yano      | 8:47           |                                                                           |                                                                           |                                                                           |  |  |                                                             |                                                             |                                                             |  |  |                                                            |                                                            |                                                            |  |
|  | 2                                                                                  | Toru Yano                                                                          | Toru Yano                                                                          | Toru Yano      | 8:47           | Pin                                                                       |                                                                           |                                                                           |  |  |                                                             |                                                             |                                                             |  |  |                                                            |                                                            |                                                            |  |
|  | 2                                                                                  | Toru Yano                                                                          |                                                                                    |                |                |                                                                           |                                                                           |                                                                           |  |  |                                                             |                                                             |                                                             |  |  |                                                            |                                                            |                                                            |  |
|  | 15                                                                                 | Great-O-Khan                                                                       | 11:20                                                                              |                |                |                                                                           |                                                                           |                                                                           |  |  |                                                             |                                                             |                                                             |  |  |                                                            |                                                            |                                                            |  |